# Політехнічний парк
Політехнічний парк — міський парк, розташований у Солом'янському районі міста Києва, вздовж Берестейського проспекту, перед першими корпусами Київського політехнічного інституту. Площа — 13,5 га. Парк-пам'ятка садово-паркового мистецтва місцевого значення з 1972 року.

## Історія
Комплекс споруд Київського політехнічного інституту було збудовано впродовж 1898-1902 рр. 1903 року перед ними було закладено парк, у якому висаджувалися цінні породи дерев. Згідно з кошторисом на будівництво парку виділялось 49 тис. 143 руб. 48 коп. Парк було закладено у природному стилі, лише перед корпусами КПІ було створено регулярний тип парку. Парк закладався викладацьким та студентським складом, тут було висаджено бл. 200 видів та форм дерев та кущів. У довоєнну добу, а особливо внаслідок воєнних подій більшу частину рослинності було втрачено. 

## Сучасний стан
Фактично парк засаджувався наново вже у 1950-60-х роках.
Під час  проведення інвентаризації зелених насаджень на території в 15 га було відмічено близько 9 тис. дерев. Сьогодні у парку переважають листяні дерева (бук, липа серцелиста, гіркокаштан звичайний, клен гостролистий, робінія звичайна), зокрема екзотичні для України (ґінкго дволопатеве, бундук, клен цукровий, кавказька лапина), однак зустрічаються й хвойні - сосна звичайна, модрина тощо.
Впродовж 2005-2008 рр. здійснено реконструкцію парку. Роботи обійшлися міському бюджету в 17 млн грн. Численні організації та комунальні служби міста доклали зусиль до цієї роботи: видалили старі та пошкоджені дерева, проклали та вимостили доріжки, насадили саджанці та кущі, збудували центральні сходи, установили стелу з написом «Національний технічний університет «КПІ», влаштували клумби та висадили квіти.
За проектом Інституту “УкрНДІінжпроект” Управлінням “Київзеленбуд” проводилася реконструкція парку: зносилися сухостійні і хворі дерева, насаджувалися нові дерева і чагарники, реконструювалася кам’яниста гірка, влаштовувалися газони, будувалися звивисті доріжки з декоративним покриттям. Це перетворило регулярний парк на регулярно-ландшафтний.

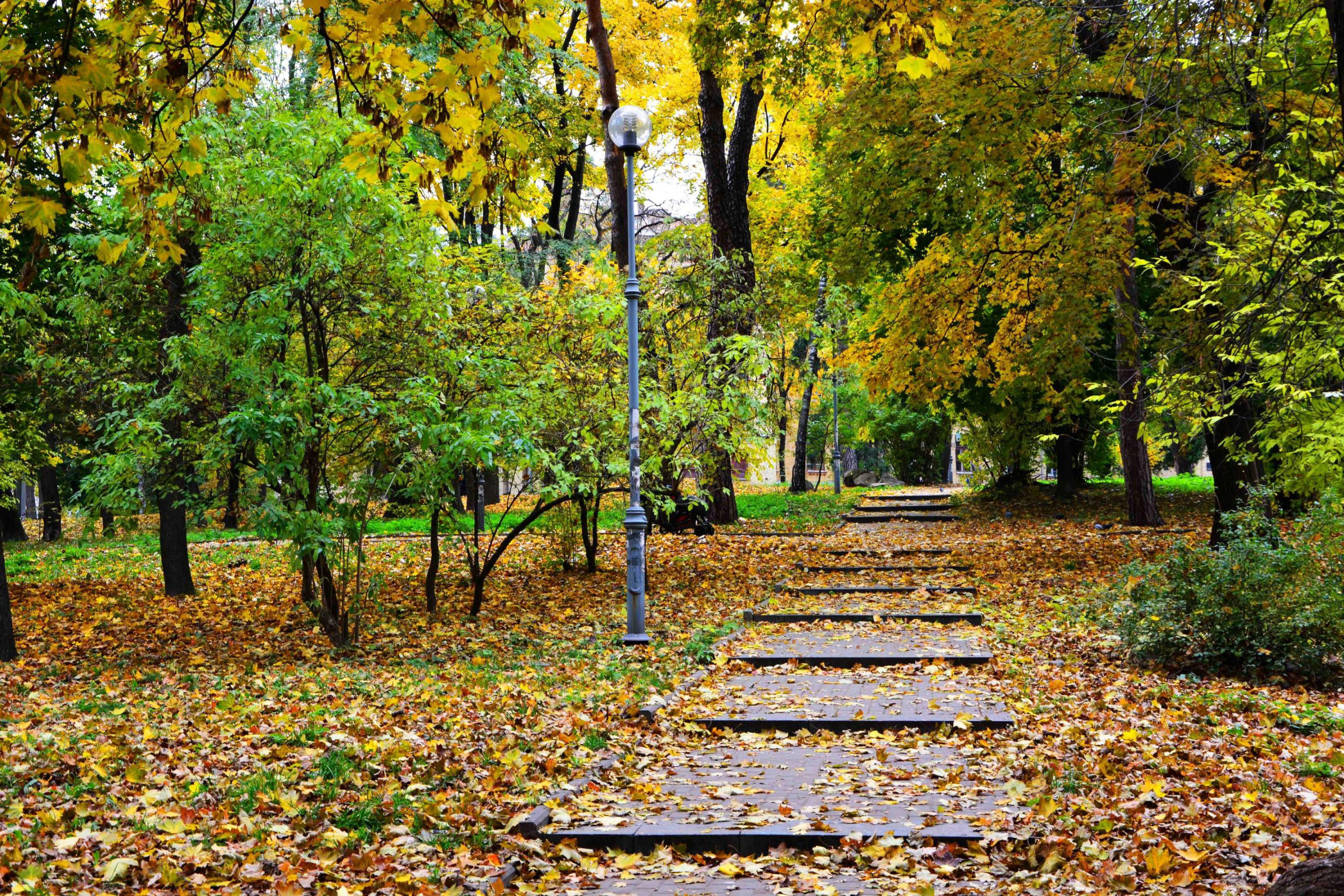
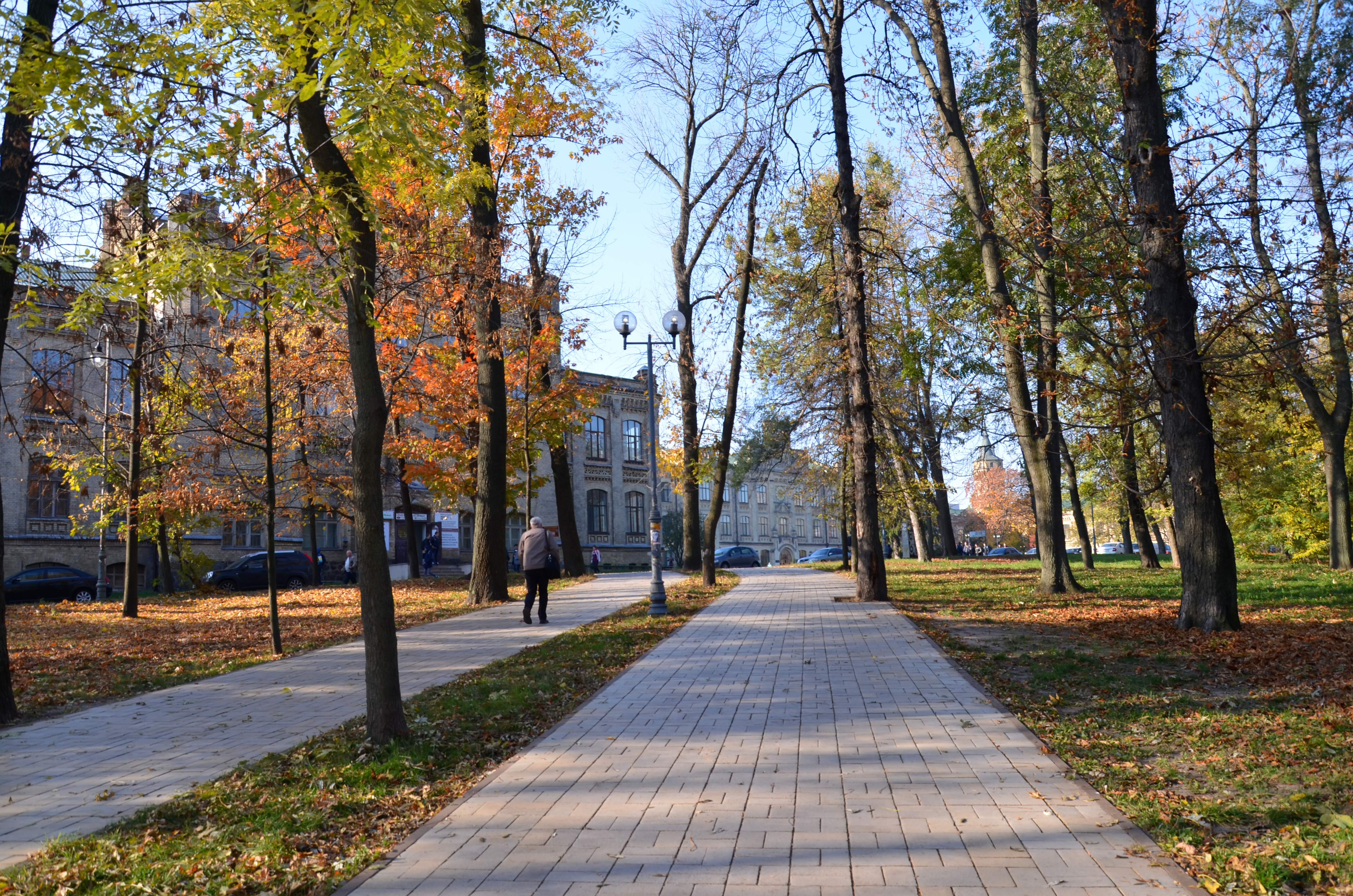
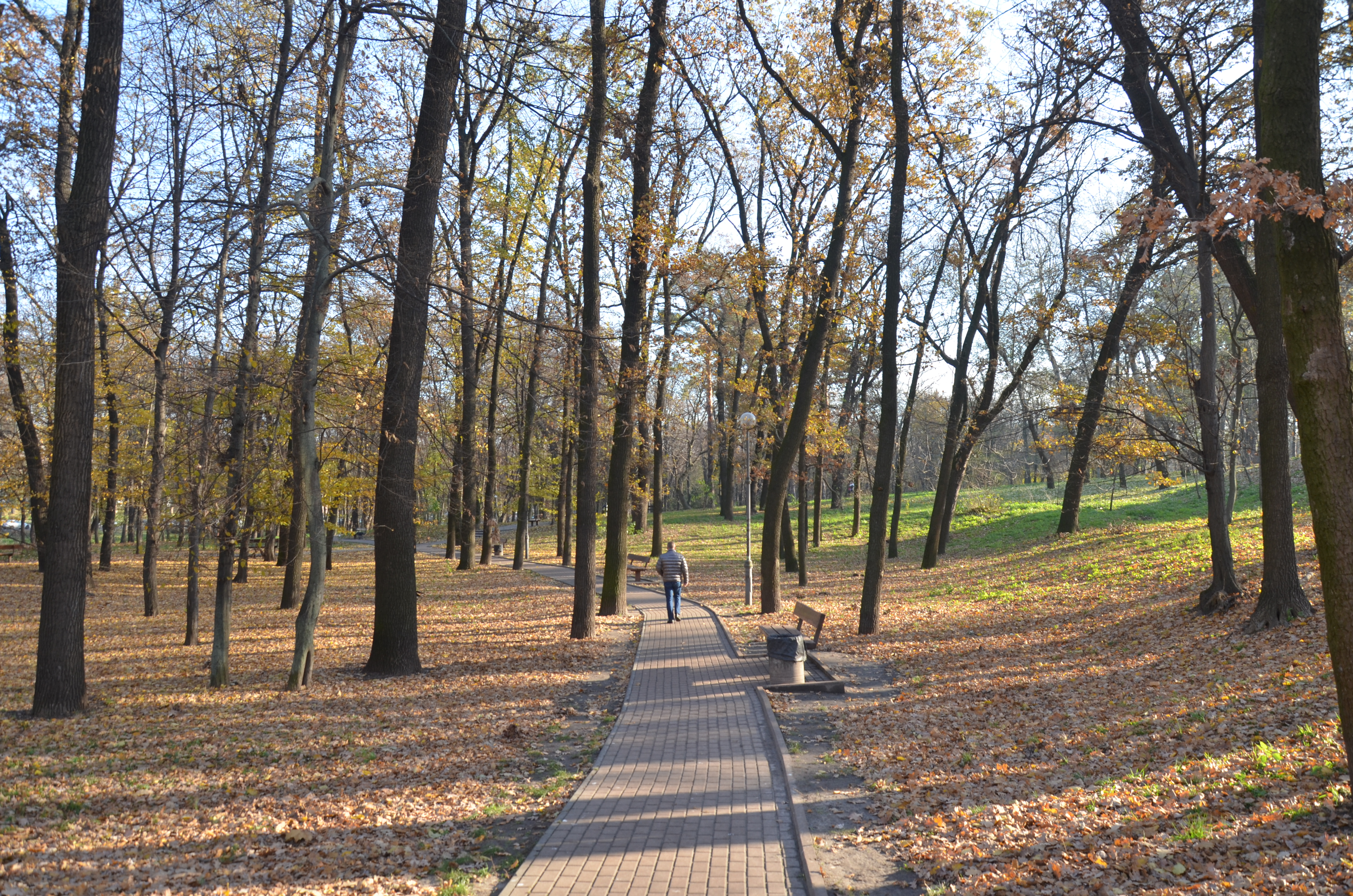
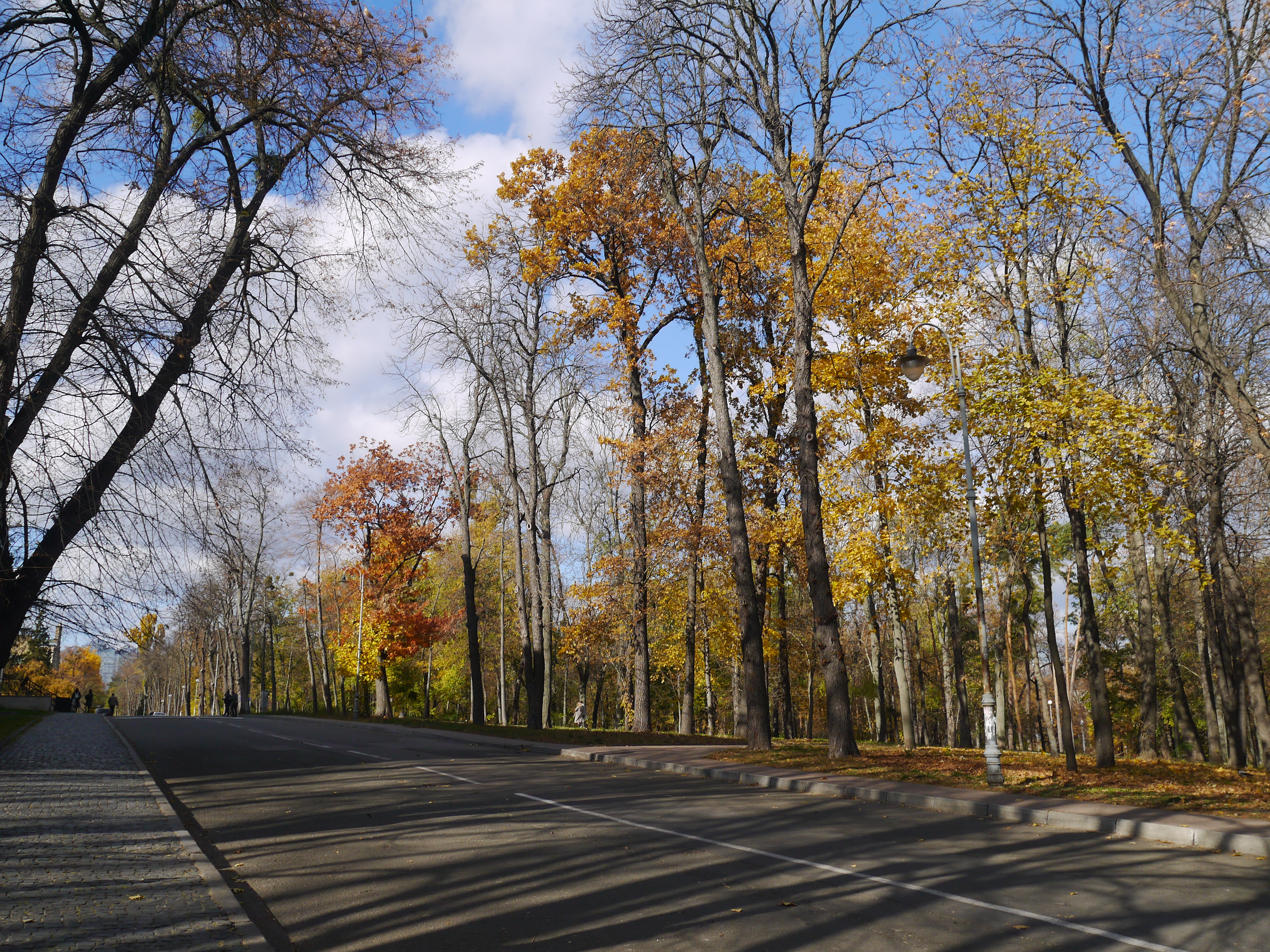
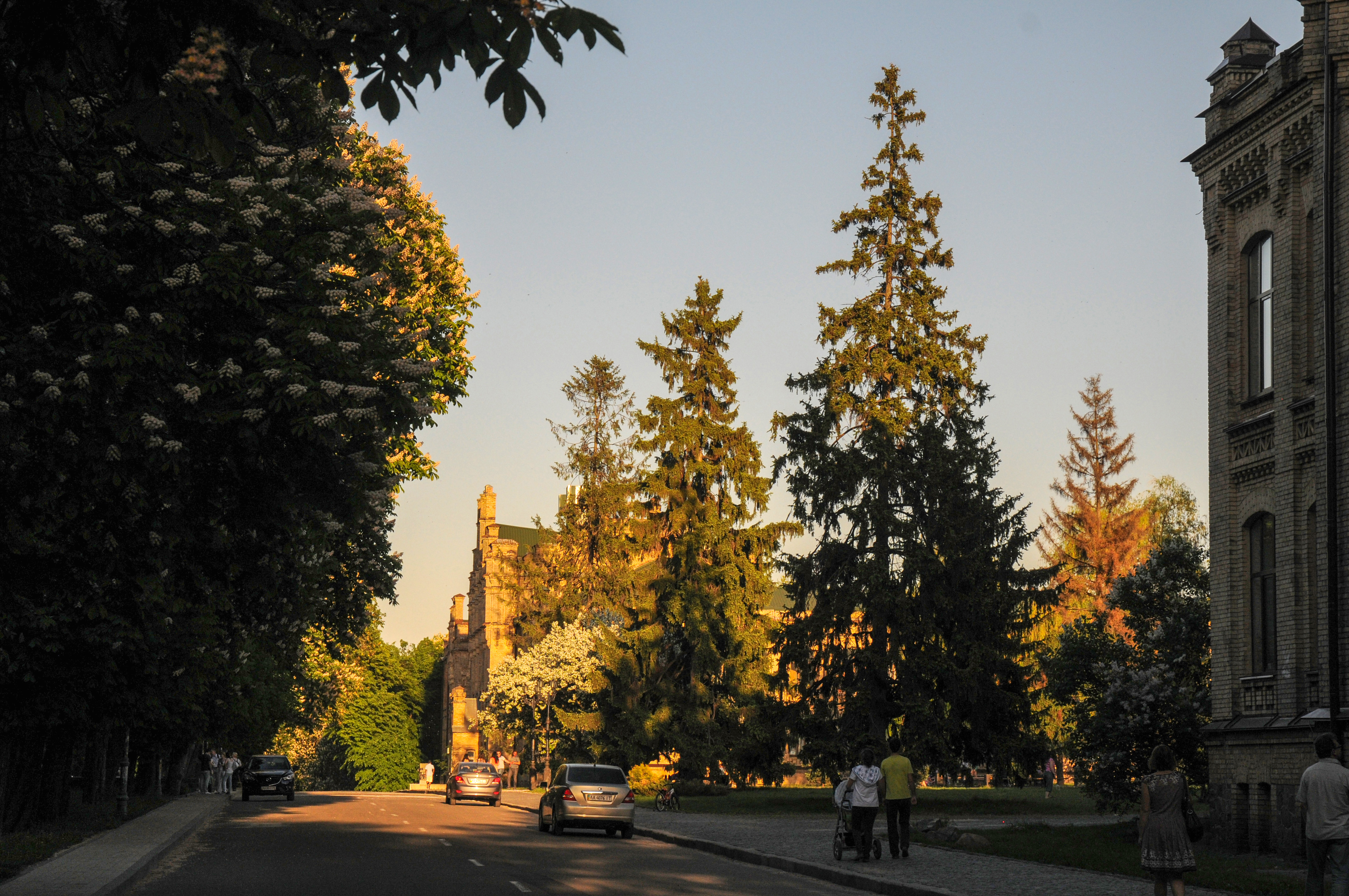
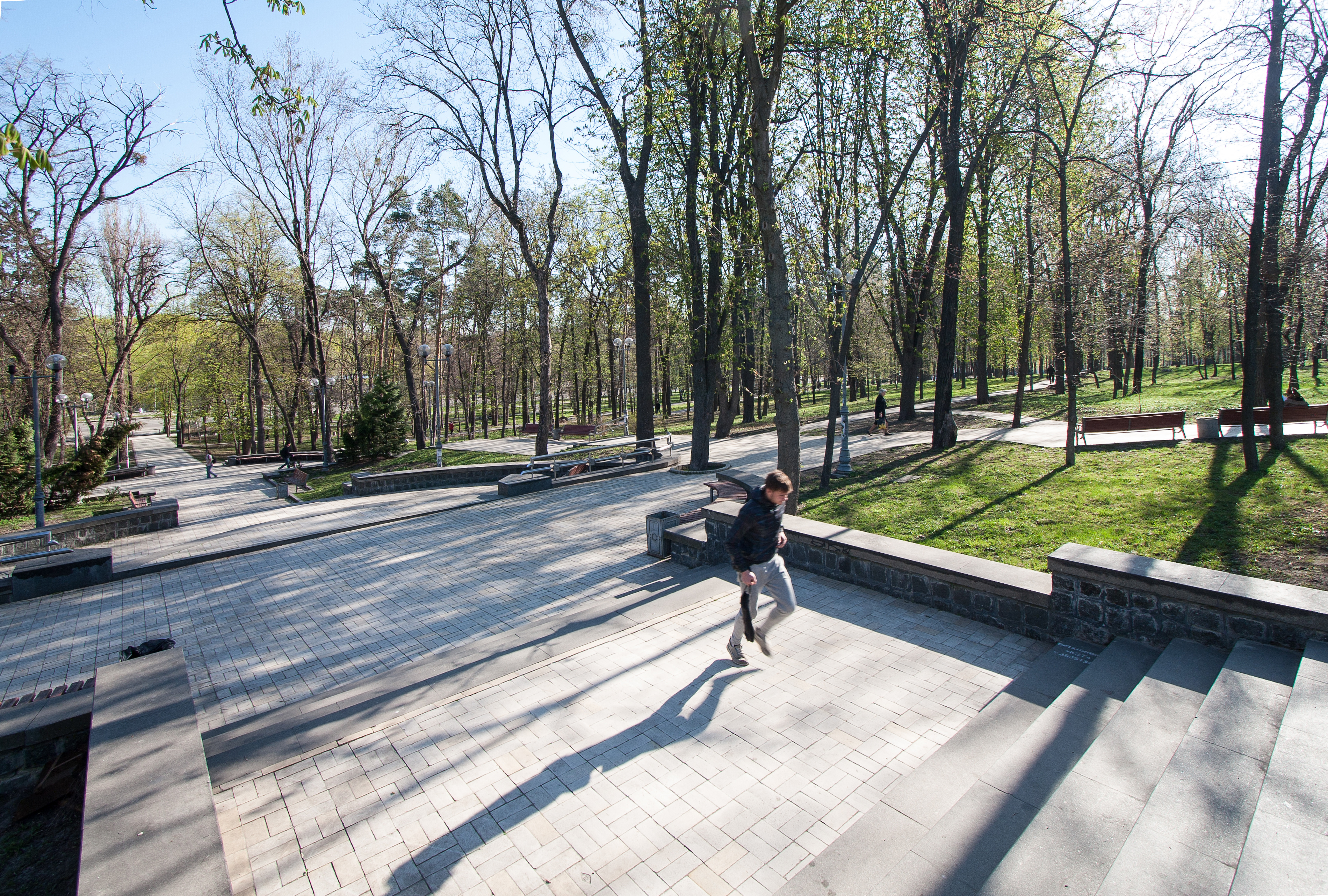
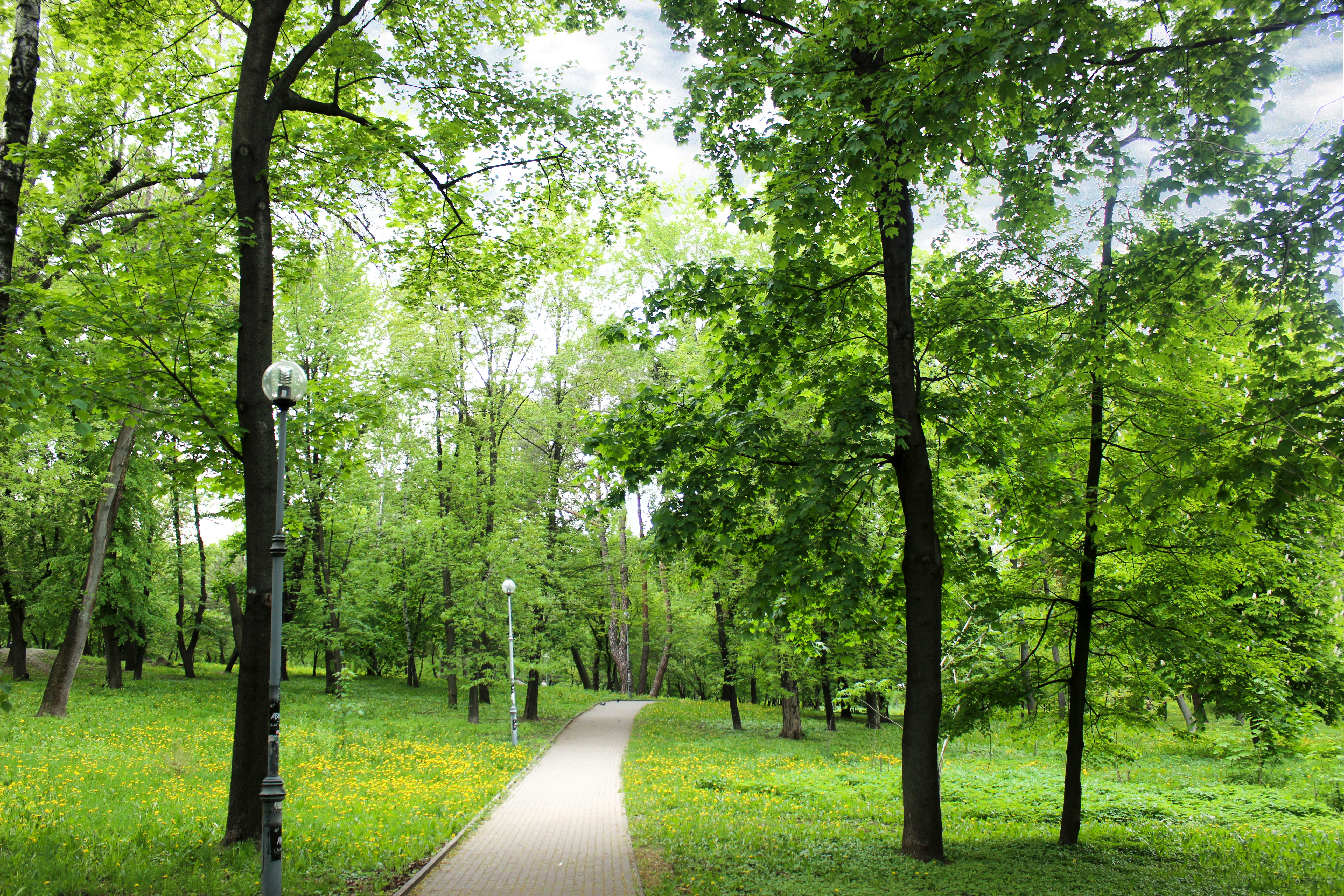
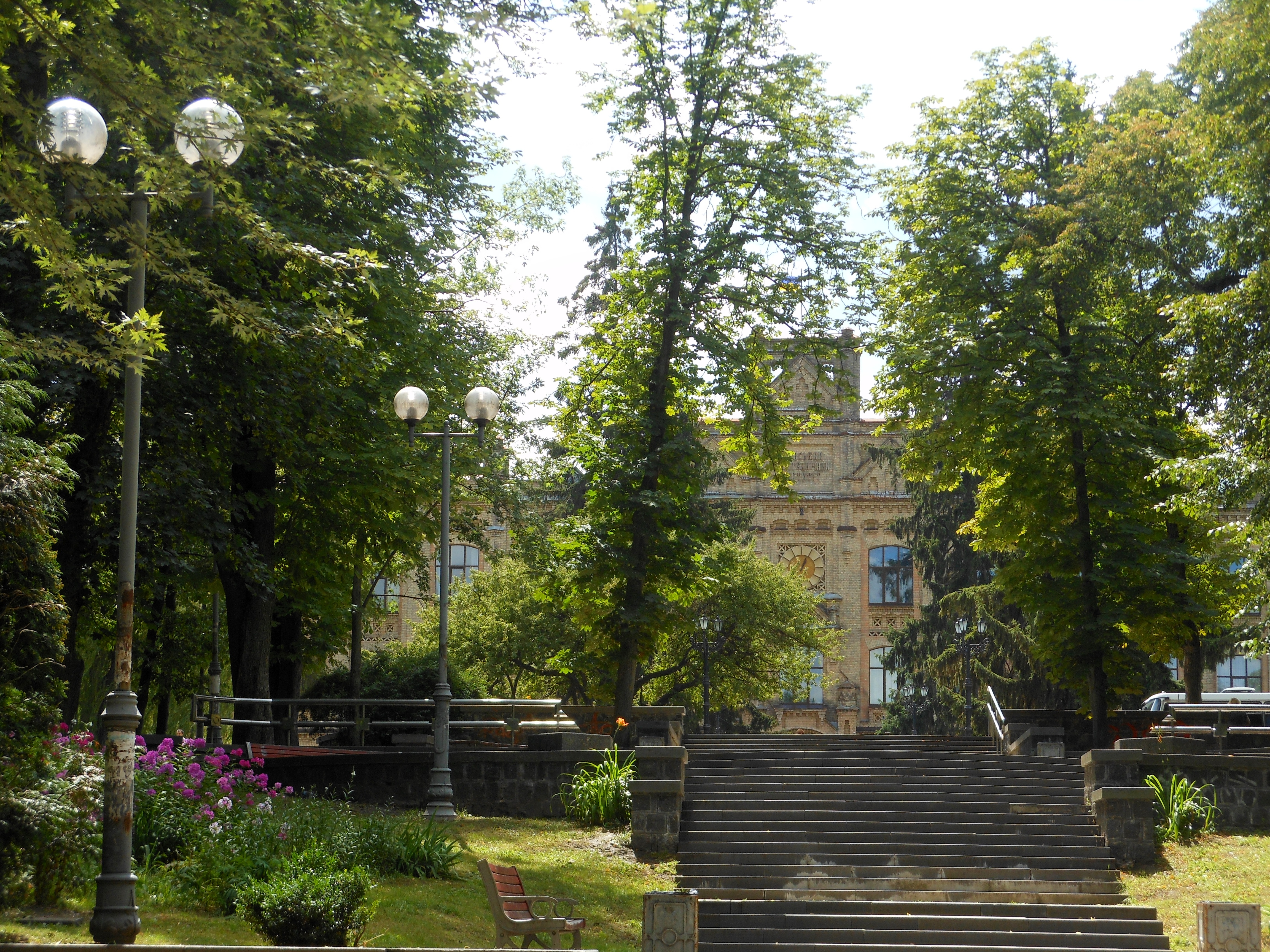